# Shihainin
In base al diritto commerciale giapponese, uno shihainin (支配人? lett. "dirigente") è un rappresentante autorizzato di una società o di un'impresa priva di personalità giuridica.
Uno shihainin ha la piena autorità legale per rappresentare la società/impresa nella sede d'affari alla quale è assegnato. Questa autorità può essere limitata, ma qualsiasi limitazione è inopponibile a un terzo che agisca in buona fede.
Lo status di shihainin è spesso concesso ai dirigenti degli uffici regionali o locali della società, come pure ai dirigenti della sede centrale. Agli amministratori e ai funzionari della società (ma non ai revisori dei conti obbligatori per legge) può essere concesso lo status di shihainin in aggiunta a qualsiasi altro titolo che rivesto o all'interno della società. Il termine può creare confusione nella traduzione, in quanto la traduzione letterale di "dirigente" (o "manager") può essere confusa con i titoli interni di "dirigente" che non indicano necessariamente lo status di shihainin (ossia non implicano anche il potere di rappresentanza verso terzi).
Nella maggior parte delle imprese, il termine si usa principalmente nei documenti legali societari. Tuttavia, è popolare in certi settori, come gli alberghi e i ristoranti, come unica designazione per il gestore di una determinata proprietà.
Gli shihainin della società sono generalmente nominati dal consiglio di amministrazione. Il loro nome, data di nascita, indirizzo di residenza e sede d'affari è registrato nel registro commerciale presso l'Ufficio affari legali ed è conservato come atto pubblico.